# Лавати, Ганеш
Ганеш Лавати (непальск. गणेश लावती; англ. Ganesh Lawati; род. 1 июня 1981) — непальский футболист, нападающий.

## Биография
Ганеш Лавати родился 1 июня 1981 года.
Играл в футбол на позиции нападающего. На протяжении всей игровой карьеры в 2010—2017 годах выступал в чемпионате Непала за АПФ. В первом же сезоне, несмотря на то что АПФ занял 10-е место, забил 14 мячей. Оставался в команде в сезоне-2011/12, который АПФ провела во второй лиге.
В 2011—2012 годах провёл 4 матча за сборную Непала. Дебютировал 17 марта 2011 года в Покхаре в товарищеском матче против сборной Бутана (1:0), выйдя на замену. Мячей не забивал.

## Статистика

### Матчи за сборную Непала по футболу
| № | Дата          | Соперник     | Счёт    | Мячи | Соревнование                  |
| 1 | 17 марта 2011 | Бутан        | 1:0 (д) | —    | Товарищеский матч             |
| 2 | 19 марта 2011 | Бутан        | 2:1 (д) | —    | Товарищеский матч             |
| 3 | 9 апреля 2011 | КНДР         | 0:1 (д) | —    | Кубок Азии. Отборочный турнир |
| 4 | 12 марта 2012 | Туркменистан | 0:3 (д) | —    | Кубок Азии. Отборочный турнир |